# Jinonický rybník
Jinonický rybník (dříve nazývaný Místní) je průtočný rybník na Jinonickém potoce, druhý ze sestavy trojice tzv. Jinonických rybníků. Rybník se nachází poblíž bývalé návsi ve starých Jinonicích při křižovatce ulic Karlštejnská a Butovická. Na západní straně je ohraničen ulicí U jinonického rybníčka a na straně východní se za sypanou hrází nachází na zatravněné ploše hřiště skatepark Butovická a vedle něj pak dětské hřiště Butovická.

## Podrobněji

### Historie
Po roce 1620 (po bitvě na Bílé hoře) se pánem jinonického panství stal říšský hrabě a dvořan Pavel Michna z Vacínova, který v pobělohorské době skupoval zkonfiskovaný majetek českých stavů. Když se osada Jinonice dostala v roce 1623 do rukou Pavla Michny z Vacínova nechal postavit v Jinonicích základy zámku. Roku 1678 koupil panství Jiří Ludvík ze Sinzendorfu. Dluhy jej ale přinutily tento majetek odprodat a tak v roce 1684 koupil celé panství Ferdinand Vilém, kníže ze Schwarzenbergu (1652–1703) pro svého synovce. Tak se panství dostalo do vlastnictví rodu Schwarzenbergů. Jelikož tvrz nevyhovovala jeho nárokům, nechal Ferdinand Vilém vystavět na jejím místě nový zámeček s hospodářským zázemím (hospodářský dvorec), který byl později ještě několikrát přestavován. Schwarzenbergové část zámku přeměnili na pivovar a objekt zámku vlastnili až do roku 1945, kdy byl zámek s hospodářským dvorem zkonfiskován.  

#### Kaskáda rybníků
Velké množství vody, potřebné k provozu zámku s hospodářským dvorem a posléze i pro pivovarnické technologie bylo získáváno z Jinonického potoka a z pramenů na úpatí stolové hory Vidoule. Těch rybníků na Jinonickém potoce bylo původně více: Panský rybník nazývaný též Zámecký u jinonického zámečku dosud (rok 2021) existuje, ale ten Pivovarský (používaný jako zdroj ledu pro ledárnu) nacházející se pod jižním zámeckým křídlem už nikoliv. Po něm pak voda z Jinonického potoka přitékala do Jinonického rybníka a dále pak pokračovala skrze vyzděnou štolu až do Butovického rybníka.

#### Nedostatek vody
Celá soustava rybníků (Panský, Jinonický a Butovický) se dlouhodobě potýká s nedostatkem vody. Hlavními příčinami byly:
- Výstavba trasy B pražského metra (v oblasti stanice Nové Butovice) ke konci 80. let 20. století způsobila snížení úrovně hladiny podzemní vody.[1][pozn. 3]
- Stavby v pramenné oblasti Jinonického potoka, které byly realizovány podle stavebních projektů se špatně vyřešeným hospodařením s dešťovou vodou.[1]

#### Revitalizace Jinonického rybníka

##### Přípravná fáze
Před započetím revitalizačních prací v roce 2014 byl Jinonický rybník vypuštěn, ale zároveň došlo k nečekanému napuštění Butovického rybníka drenážními vodami pocházejícími právě z oblasti Jinonického rybníka od ulice Karlštejnská. Následným průzkumem bylo zjištěno, že primární zdroj byl způsoben nežádoucími ztrátami pitné vody unikajícími z dlouhodobě prasklého vodovodu, který několik let „dodával“ do Jinonického rybníka pitnou vodu. Oprava vodovodu Pražskými vodovody a kanalizacemi (PVK a.s.) provedená v souvislosti s vypuštěním a rekonstrukcí Jinonického rybníka tak ale snížila přítok vody (a Butovický rybník se ocitl opět bez dostatečného vodního zdroje).

##### Vlastní revitalizace
Cílem revitalizace v roce 2014 bylo zajistit jak technickou tak i provozní bezpečnost rybníka a zároveň zvýšit ekologickou a estetickou hodnotu bezprostředního okolí Jinonického rybníka.
Nejprve bylo ze dna Jinonického rybníka odvezeno asi 400 m3 sedimentů. Severní nábřežní zeď přiléhající k ulici Karlštejnská (a částečně i k ulici Butovická) byla nově vyzděna kamennými bloky. Chodník paralelně vedoucí mezi rybníkem a Karlštejnskou a Butovickou ulicí byl opatřen zábradlím. Hráz rybníka na východní straně byla opevněna kamennou dlažbou, jenž byla uložena do štěrkopísku. Změn doznaly i jižní a západní břeh Jinonického rybníka: byly opatřeny kokosovými rohožemi s vegetačním opevněním, došlo ke snížení jejich strmosti a byla upravena i zeleň v jejich okolí. Přístup do loviště byl opatřen kamennými schody a rybník dostal také nové vypouštěcí zařízení. Na Jinonickém rybníce je jednou za měsíc prováděn technickobezpečnostní dohled (prohlídka TBD) a v jeho rámci se provádí i kontrola všech objektů Jinonického rybníka.

#### Vodní zdroje
Svedením vod z vidoulského vodojemu do zeleného pásu u ulice Schwarzenberská v roce 2016 se podařilo obnovit prameniště Jinonického potoka. Získané množství vody bylo ale malé a nestačilo pro řádné napájení celé rybniční soustavy. (I nadále se řeší otázka hledání dalších zdrojů vody.)
Rekonstrukce poškozeného a zcela zarostlého potrubí mezi Panským a Jinonickým rybníkem byla provedena v roce 2018. Návazný projekt (realizovaný v říjnu 2018) zajistil svedení části dešťových vod z nové výstavby na Vidouli do Panského rybníka (za Jinonickým zámečkem), čímž se po dlouhé době podařilo zajistit větší množství vody. (Ve výsledku došlo i k napuštění Butovického rybníka.)

## Vidoulský vodovod a vodojem
Důležitou roli ve vodním hospodářství kaskády jinonických rybníků na Jinonickém potoce hrál a hraje i historický vodovod ze stolové hory Vidoule.
V roce 1684 se vlastníkem Jinonic stal Ferdinand Vilém, kníže ze Schwarzenbergu a následně nechal vystavět v místě bývalé Jinonické tvrze jednoposchoďový zámeček doplněný komplexem nových hospodářských budov s pivovarem. Zvýšená potřeba vody pro zámek a pivovar se promítla do výstavby dřevěného potrubí, které přivádělo do objektu vody ze svahu Vidoule. Dřevěné roury z počátků vidoulského vodovodu byly v 19. století nahrazeny železnými trubkami, došlo nejspíš i k úpravám prameniště a také ke zbudování zděného vidoulského vodojemu.
V 19. století byly u zámku se bezprostředně nacházející dva rybníky (Pivovarský a Panský) napájeny vodou z pramenů Jinonického potoka doplněnou z vidoulského vodovodu. Na přelomu 20. a 30. let 19. století byla voda z vidoulského vodovodu převážně využívána k posílení zámeckého rybníčku, kam byla přepouštěna.
S rozvojem strojírenského podniku (továrny) Walter a. s. v Praze 5–Jinonicích v první polovině 20. století došlo k oživení vodovodu. Z vodojemu bylo položeno potrubí k továrně pro zásobování technickou vodou. Po zániku výrobního areálu Waltrovky sloužila voda z vidoulského vodovodu místním zahrádkářům.
Renesance a obnovy se v roce 2016 dočkal i vidoulský vodovod. Voda z vodojemu byla svedena do nové studánky, jenž tvoří obnovené prameniště Jinonického potoka.

## Galerie

Jinonický rybník a okolí v proměnách času
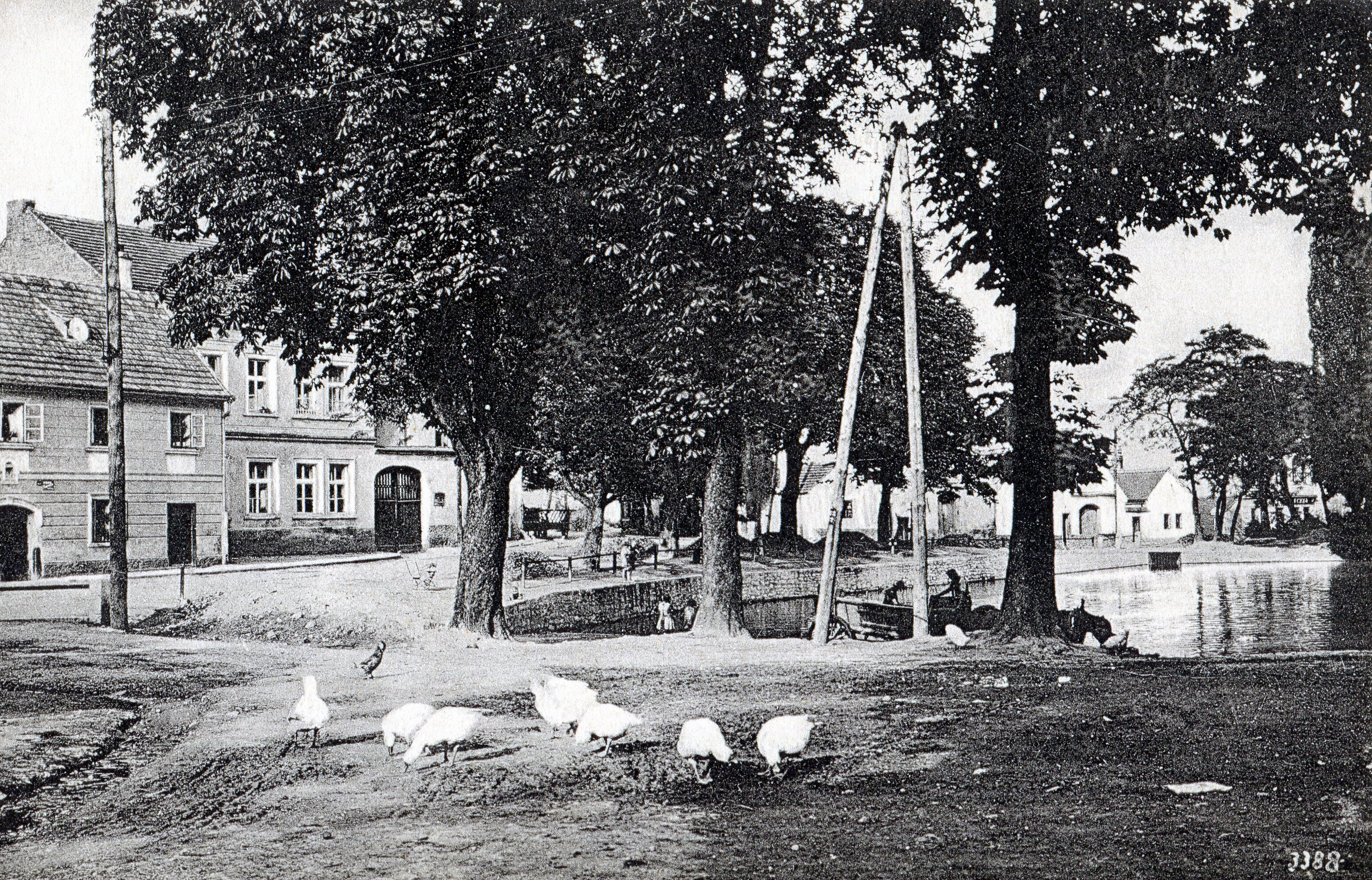
Jinonická náves s Jinonickým rybníkem (rok 1933)
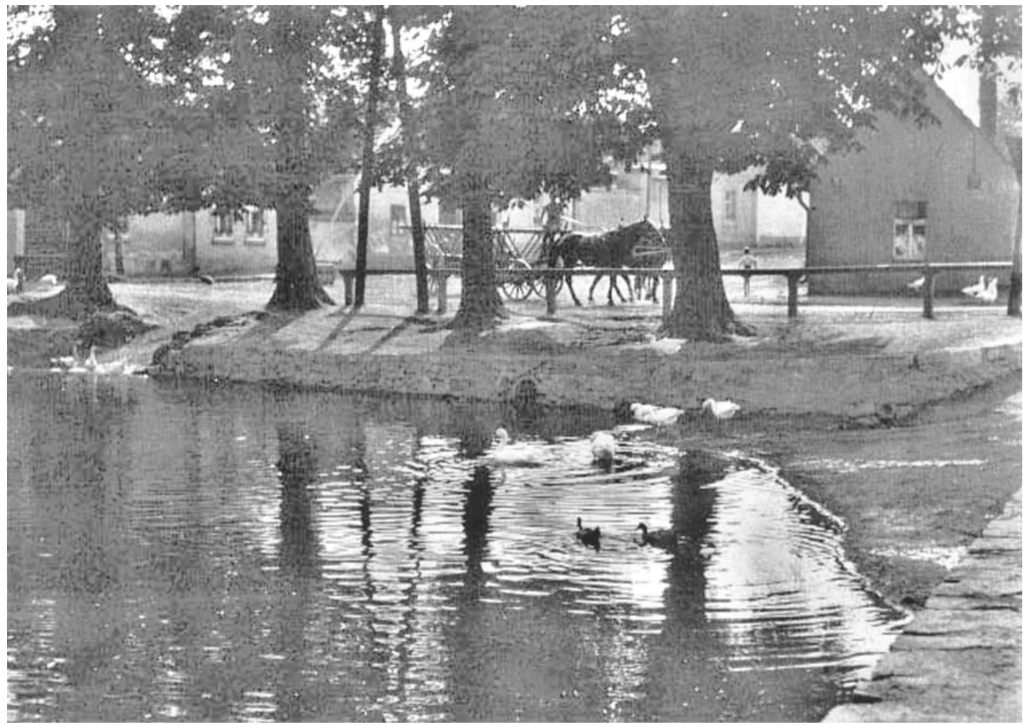
Jinonický rybník – pohled od autobusové stanice „Karlštejnská“ směrem k ulici U jinonického rybníčka (před rokem 1940)
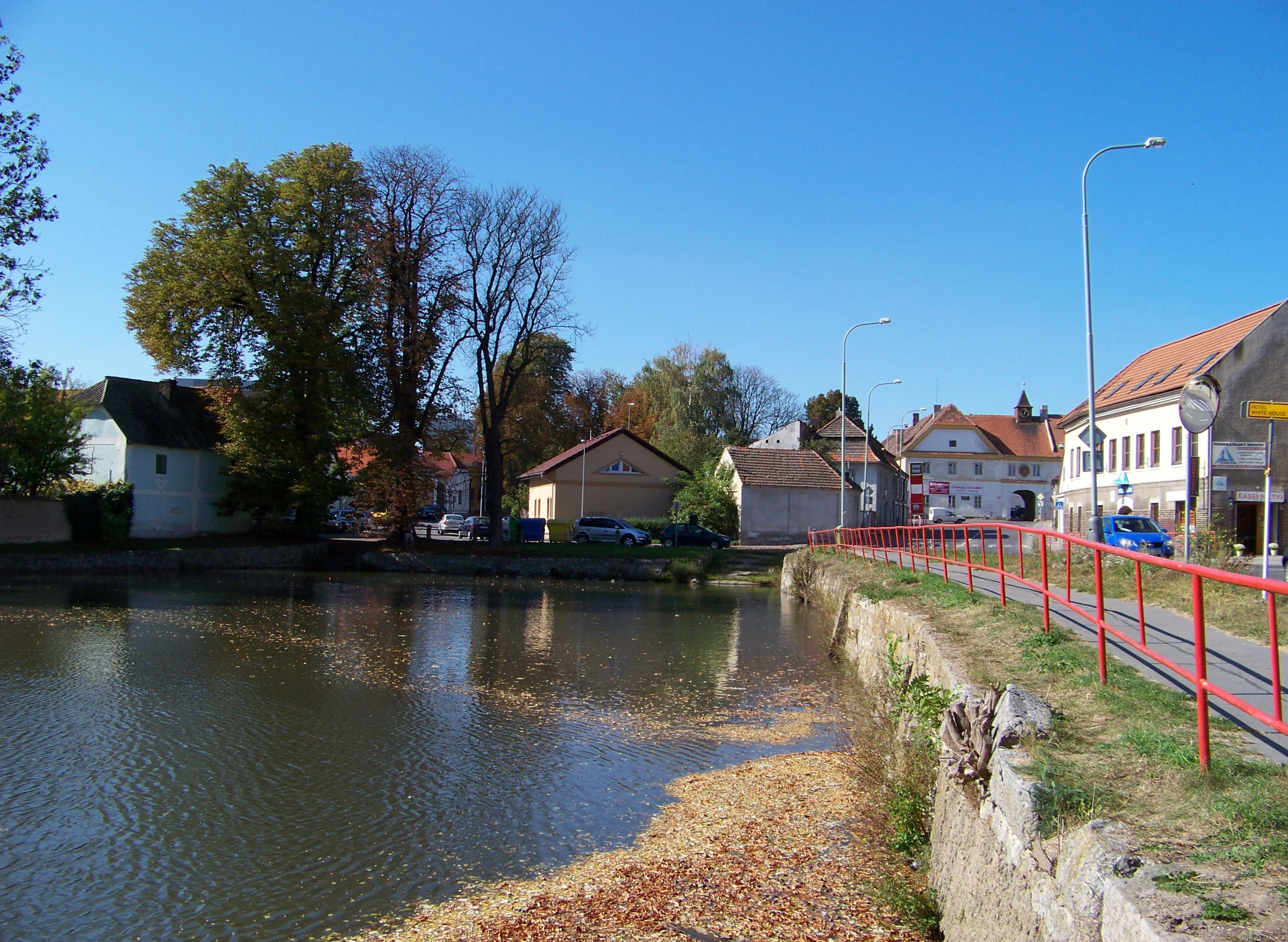
Pohled západním směrem od rybniční hráze (rok 2011)
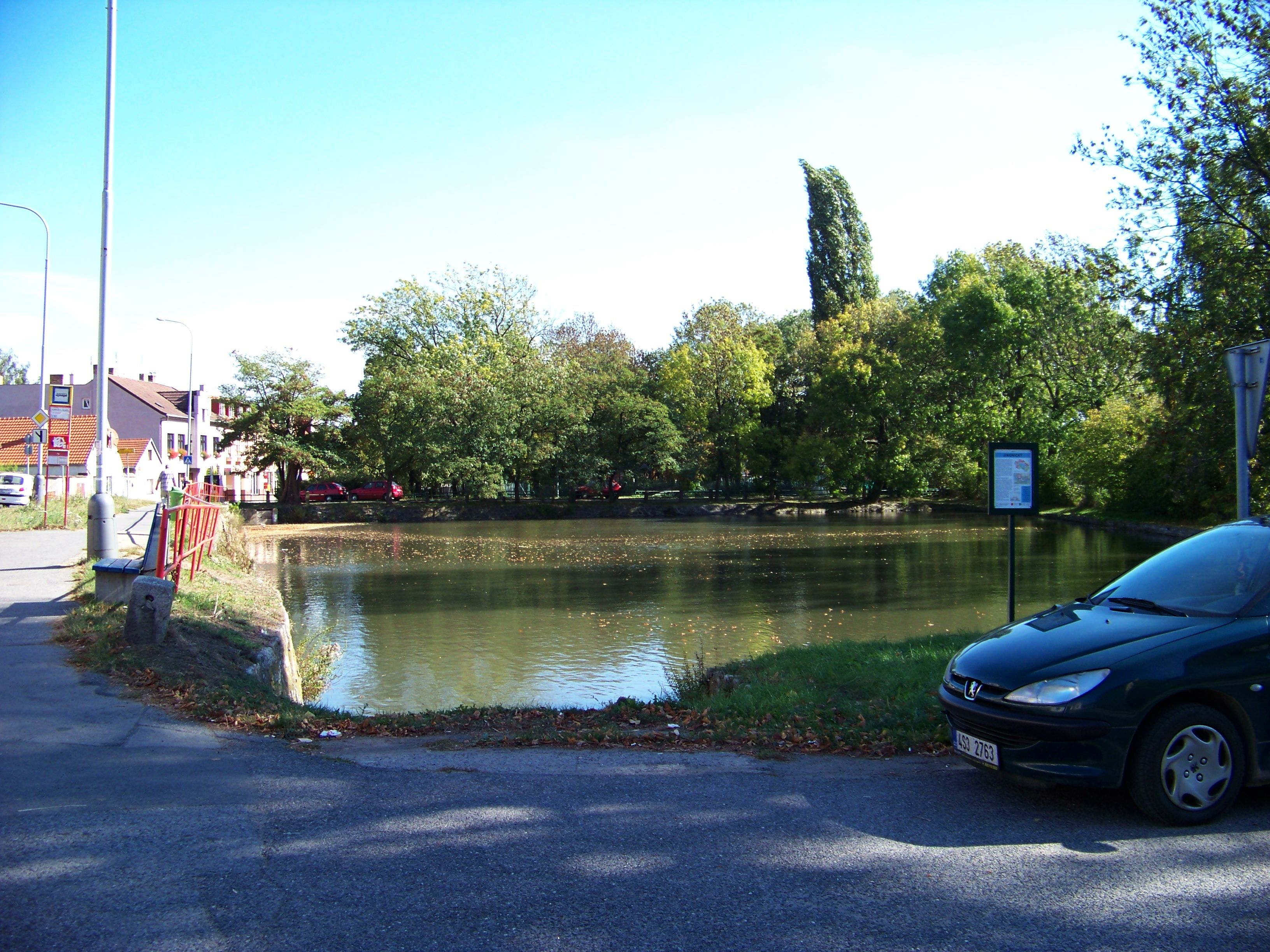
Pohled od křižovatky ulic Karlštejnská x U jinonického rybníčka (rok 2011)
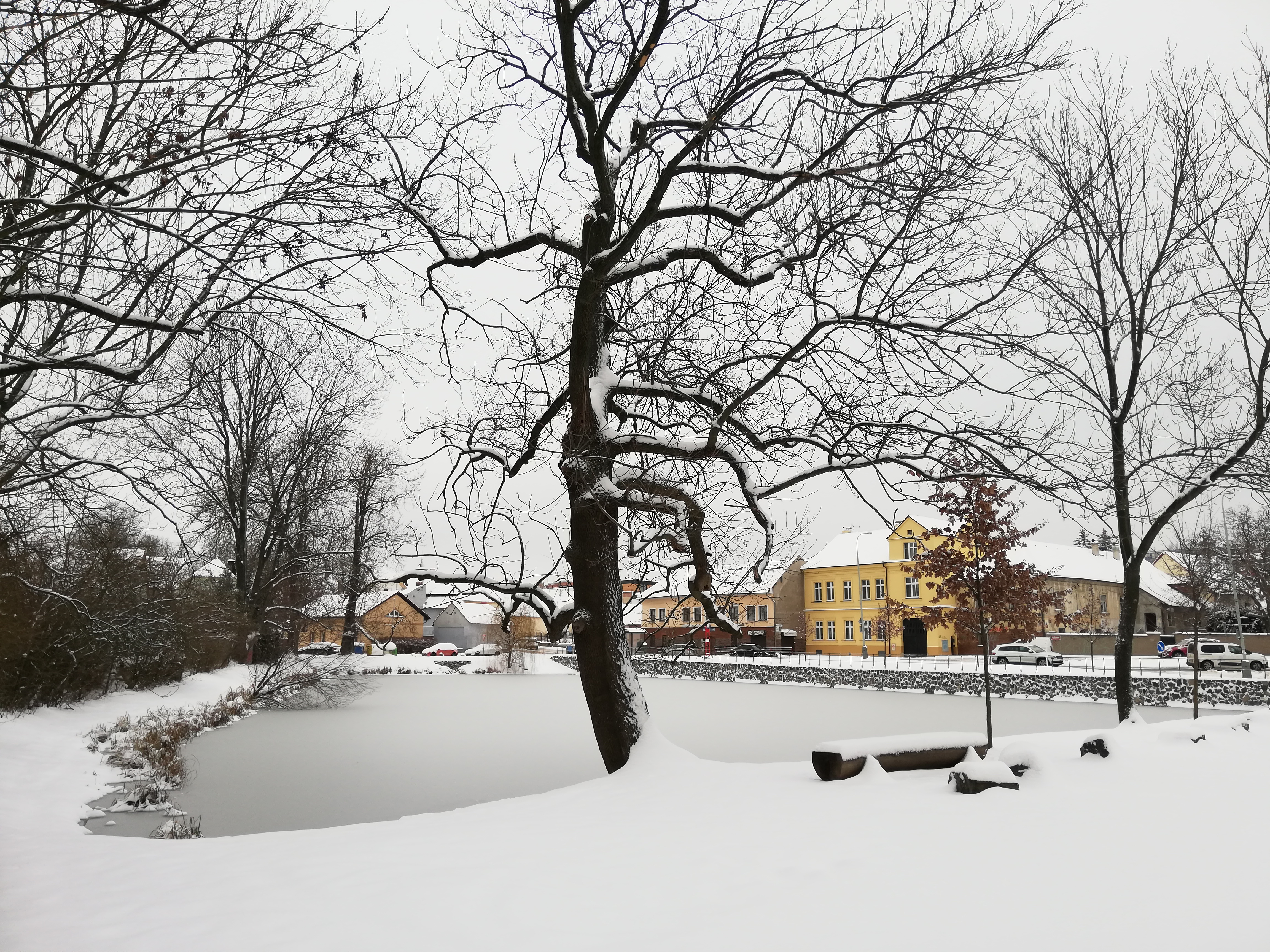
Zimní pohled od skateparku Butovická (únor 2021)

## Technická data
- Katastrální území: Praha 5 – Jinonice[3]
- Vodní tok: Jinonický potok[3]
- ČHDP: 1 – 12 – 01 – 011[1][7][pozn. 6]
- Typ nádrže: průtočná[3]
- Účel nádrže: krajinotvorný[3]
- Plocha hladiny: 2 780 m2[3]
- Objem nádrže: 4 250 m3[3]
- Typ vzdouvací stavby: zemní sypaná hráz[3] (dnes (2021) zaniklá parkovou úpravou v podhrází)
- Vlastník: Hlavní město Praha[3]
- Správa: Lesy hlavního města Prahy[3]